# Цахноуцы
Цахноуцы, Цахнэуць (рум. Țahnăuţi) — село в Резинском районе Молдавии. Наряду с селом Царёвка входит в состав коммуны Царёвка.

## География
Село расположено на высоте 204 метра над уровнем моря.

## Население
По данным переписи населения 2004 года, в селе Цахнэуць проживает 1449 человек (703 мужчины, 746 женщин).
Этнический состав села:
| Национальность | Число жителей | Процентный состав |
| -------------- | ------------- | ----------------- |
| молдаване      | 1407          | 97,1              |
| румыны         | 14            | 0,97              |
| русские        | 13            | 0,9               |
| украинцы       | 7             | 0,48              |
| гагаузы        | 4             | 0,28              |
| цыгане         | 1             | 0,07              |
| болгары        | 1             | 0,07              |
| прочие         | 2             | 0,14              |
| Всего          | 1449          | 100 %             |